# Thermocyclops infrequens
Thermocyclops infrequens – gatunek widłonoga z rodziny Cyclopidae. Opisał go w 1929 roku niemiecki zoolog Friedrich Kiefer, nadając mu nazwę Mesocyclops infrequens.